# Luciano Castán
Luciano Castán da Silva (São Paulo, Brasil, 13 de septiembre de 1989) es un futbolista profesional brasileño que se desempeña como Defensa y actualmente milita en Cruzeiro del Campeonato Brasileño de Serie A.
Es el hermano menor del exfutbolista Leandro Castán.

## Trayectoria

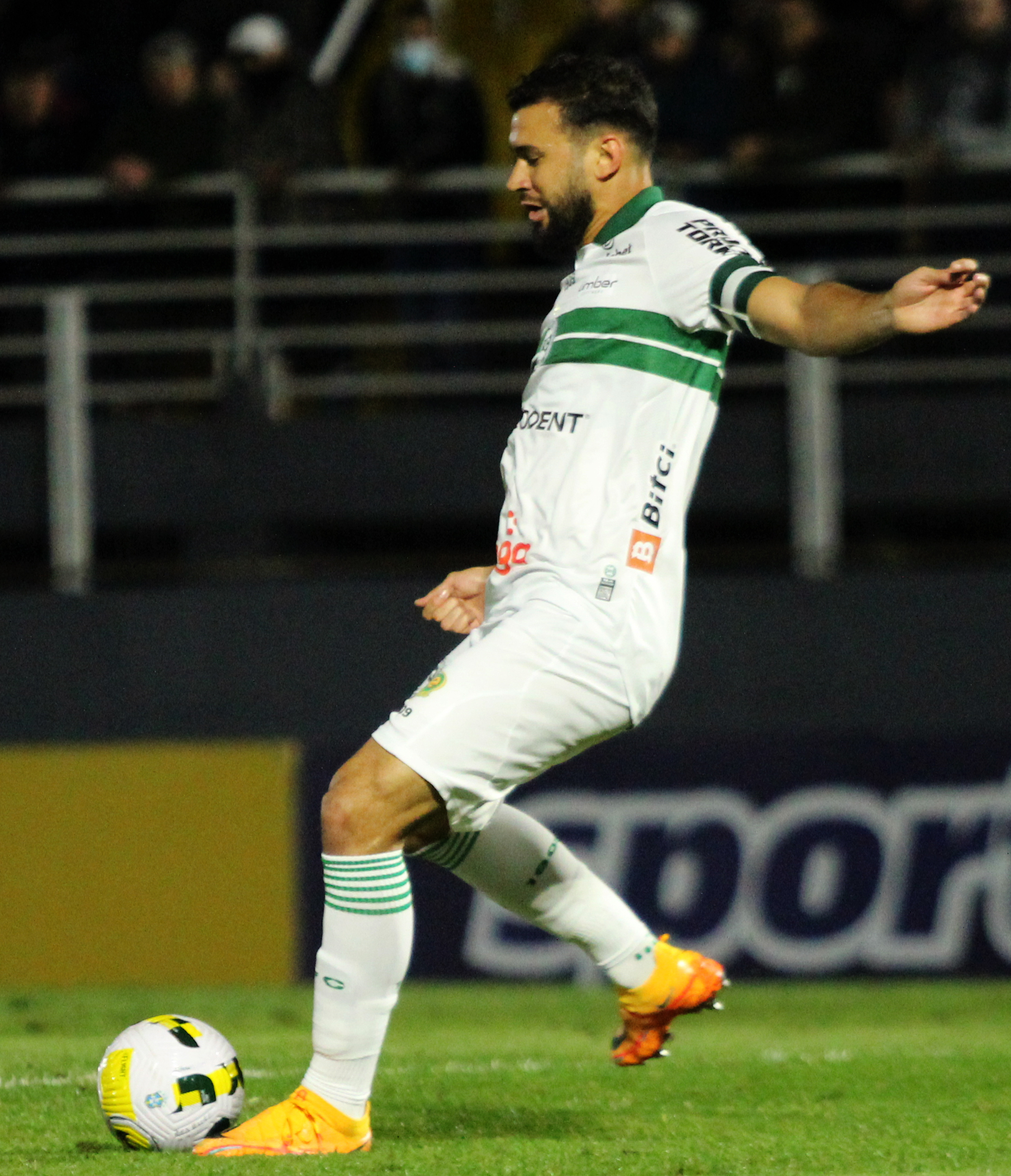
Castán con el Coritiba en 2022

Comenzó su carrera como profesional defendió los colores de União São João en 2007, para ser cedido al Santos en enero de 2010. Sin embargo, sólo jugó un partido durante su estadía en el Peixe, siendo parte del XI inicial y luego expulsado en una victoria 4:2 ante el Sertãozinho en partido válido por el Campeonato Paulista.
En diciembre de 2010 fue nuevamente cedido, esta vez al Ponte Preta. Luego de ser suplente (solo jugó un total de 180 minutos), en febrero de 2010 fue cedido al Paraná. El 27 de enero de 2012 es transferido al Bragantino, siendo rescindido su contrato el 21 de junio.
El 19 de noviembre de 2012 es fichado por el São Bernardo. Tras sus destacadas actuaciones en la Copa Paulista 2013, donde se coronó campeón junto a su equipo, como en el Campeonato Paulista 2014, el 2 de mayo de 2014 es anunciado como refuerzo del Portuguesa. En junio de 2015, retorna al Paraná
En julio de 2016, firma con el Stade Brestois de la Ligue 2 francesa. El 3 de diciembre de 2018 regresa a Brasil para firmar con el recientemente ascendido a la Serie A brasileña CSA. El 18 de febrero de 2021 es anunciado como nuevo jugador del Coritiba.
En diciembre de 2022, es anunciado como nuevo jugador del Guarani. Sin embargo, en marzo rescinde su contrato, firmando para Cruzeiro hasta fines de la temporada 2023.

## Clubes
| Club                   | País    | Año       |
| ---------------------- | ------- | --------- |
| União São João         | Brasil  | 2008-2011 |
| → Santos (cedido)      | Brasil  | 2010      |
| → Ponte Preta (cedido) | Brasil  | 2011      |
| → Paraná (cedido)      | Brasil  | 2011      |
| Bragantino             | Brasil  | 2012      |
| São Bernardo           | Brasil  | 2013-2015 |
| → Portuguesa (cedido)  | Brasil  | 2014      |
| → Paraná (cedido)      | Brasil  | 2015      |
| Stade Brestois         | Francia | 2016-2017 |
| Al-Khor                | España  | 2017-2018 |
| CSA                    | Brasil  | 2019-2021 |
| Coritiba               | Brasil  | 2021-2022 |
| Guarani                | Brasil  | 2023      |
| Cruzeiro               | Brasil  | 2023-Act. |

## Palmarés

### Campeonatos regionales
| Título                | Club         | Estado    | Año  |
| --------------------- | ------------ | --------- | ---- |
| Campeonato Paulista   | Santos       | São Paulo | 2010 |
| Copa Paulista         | São Bernardo | São Paulo | 2013 |
| Campeonato Alagoano   | CSA          | Alagoas   | 2019 |
| Campeonato Paranaense | Coritiba     | Paraná    | 2022 |